# Limburg White Sox
De Limburg white sox zijn een honkbalteam uit Genk (provincie Limburg, België). De organisatie bestaat uit verschillende teams -dames, heren en jeugd- die baseball of softball spelen.

## Geschiedenis

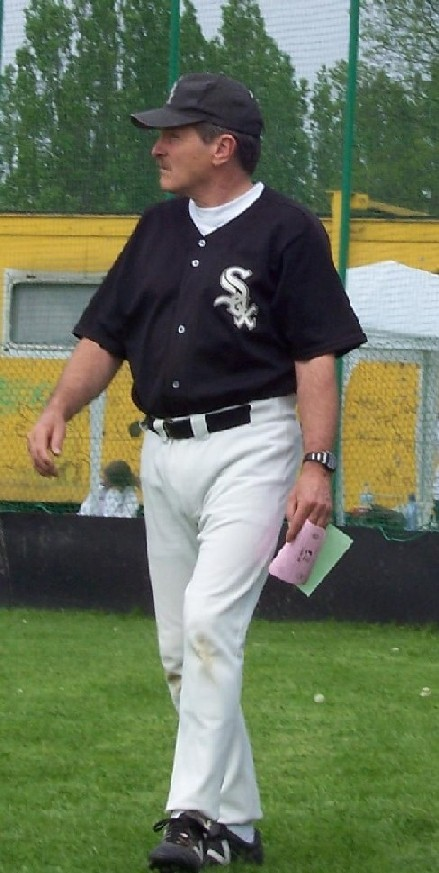
pa'ke

### Ontstaan
De Sox zijn in de jaren 80 ontstaan uit een fusie van enkele reeds bestaande ploegen in Limburg: de CREW uit Hasselt, de Sint-Truiden Saints en later ook de Zonhoven Sunville Tigers. Baseball was (en is) in de eerste plaats een Antwerpse aangelegenheid, de sport is ten slotte via de haven (door de Japanners en Amerikanen die er passeerden) naar België overgewaaid, uit deze provincie kwam de ondertussen door iedereen gekende Eric "pa'ke" Crauwels. Eric is getrouwd met een Limburgse vrouw en kwam dan ook in Hasselt wonen, en hier richtte hij dan ook zijn honkbalteam op: de Hasselt CREW.
Na enkele jaren werd er besloten om te fuseren met de Saints van Erik Ritzen, dit omdat beiden teams maar nét genoeg leden hadden en ze samen beter zouden kunnen draaien. Kort na deze fusie kwamen er dan ook enkele veranderingen: de naam werd van "CREW" naar "White Sox" veranderd, en het sportterrein naast de sporthal van de Hasseltse stadsdeel Runkst werd omgeruild voor de oude terreinen van de voetbalclub Bokrijk Sport in Genk.

### Genkse White Sox & Zonhovense Tigers
Naast de sox had nog een ander team de kop opgestoken in Midden-Limburg: de Tigers uit Zonhoven. Beide teams kwamen tot nauwe samenwerkingen met onder andere uitwisselingen van spelers. Hiermee bereikte de ploeg een erg hoge activiteit:
- een eerste ploeg op het Zonhovense terrein
- een tweede ploeg op het terrein in Genk
- een softball-team heren
- een softball-team dames
- jeugdteams

Al deze teams waren erg succesvol (in het bijzonder de softball, softballers waren overigens geen "white sox" maar "rockies"), maar dit sprookje kon niet blijven duren: verschillende onenigheden en omstandigheden zorgen voor een splitsing, en vlak na deze splitsing zelfs rivaliteit tussen beide nieuwe (of beter oude) teams.
Hiermee begon ook een leegloop van de club: Zonhoven verloor spelers aan grotere Antwerpse clubs, de sox verloren spelers aan onder andere Zonhoven; bij beiden haakten spelers af.

### Recente geschiedenis
Het team heeft jaren zo goed en zo kwaad mogelijk geprobeerd te overleven en dit is gelukt. De softball verdween, en in 2004 werd besloten om het baseball-team niet meer onafhankelijk in competitie te laten spelen, maar alle spelers tijdelijk voor HSCM uit Maastricht in Nederland te laten spelen. Gelukkig kon de jeugd wel blijven voortbestaan, en in 2004 gingen deze dan ook als cadetten in competitie, met onverwacht veel succes.
In 2005 werd het senioren-team heropgericht, de cadetten waren ondertussen allemaal weer wat ouder geworden en daarom werden de cadetten afgeschaft en de junioren opgericht, inclusief enkele spelers die eigenlijk te jong waren om al junior te zijn. Beide ploegen gingen in de euregio-competitie spelen in plaats van de Belgische: in Nederland zijn de junioren 16-21jarigen, in België 16-18jarigen; door deze verschillen zijn de reglementen in de grenscompetitie soepeler. De meeste spelers speelden zowel bij de senioren als de junioren dankzij de soepelere reglementen. Ook in 2005 deden vooral de junioren het verrassend goed.
In 2006 wordt het softball-team voor dames heropgericht, deze keer heten zij echter gewoon "White Sox" in plaats van "Rockies". De junioren en de senioren vormen een gezamenlijke competitie ploeg in de Belgische klasse 3BB-SO (Limburg, Vlaams-Brabant, Wallonië & G.H. Luxemburg). Met een jeugd-groep van pupillen, miniemen en cadetten staat de volgende generatie ook alweer klaar.

### Herkomst van de naam
Het is een gewoonte bij Amerikaanse sporten om een team te vernoemen naar de plaats waar het team zich bevindt + een bijnaam. Opvallend aan de naam "Limburg White Sox" is dat het team naar haar provincie genoemd is in plaats van haar gemeente, dit kan tot het misverstand leiden dat de sox de enige Limburgse club zouden zijn, dit klopt niet:
- Limburg White Sox (Genk)
- Zonhoven Sunville Tigers
- Tongeren Sharks (voor 2005 Borgloon)
- Lommel Rabbits

Waarom het team dan juist naar de provincie genoemd is is niet duidelijk, maar het is alleszins niet ongebruikelijk, in Amerika bestaan er ook enkele teams die naar hun staat genoemd zijn in plaats van hun stad: Colorado Rockies, Texas Rangers, Florida Marlins, etc.
De bijnaam "White Sox" is overgenomen van de Chicago White Sox, waarschijnlijk gewoon gekozen voor de mooiheid van het logo, misschien ook wel omdat het logo van de CREW geïnspireerd was op het logo van die andere ploeg uit Chicago: de Cubs (en de naam bevat een "S" net als de "Saints").
Het is in ieder geval ook veel eenvoudiger om materiaal te laten bedrukken.

## De Huidige White Sox

### Teams
- competitie-team junioren + senioren (16j+)
- softball-team dames (14j+)
- jeugdteam gemengd (overgang rond 15j)

### Trainers/coaches
- Hoofdcoach: Eric "pake" Crauwels

### Bestuur
- voorzitter: Daniëls Kris

## Locatie
De club bevindt zich nog steeds op de oude terreinen van Bokrijk Sport, dit is aan de Herckenrodestraat: een zijweg van de Genkersteenweg/Hasseltweg. Hiermee bevinden de Limburg White Sox zich dan ook bijna recht op de grens tussen de gemeenten Hasselt en Genk.
Het terrein beschikt over een baseballveld met in de tegenoverliggende hoek een softballveld ("het klein veld"), langs de linkse fout-lijn van het softballveld staan twee barakken: de keuken/kantine, en de kleedkamers; beide barakken hebben hokken voor de opslag van materiaal. Een nieuwe gebouw wordt neergezet dat alles samen zal bevatten: kantine, kleedkamers,opbergruimten, ...
Dit gebouw zou tegen 2009 volledig klaar moeten zijn.

## Uniformen

### Baseball
- "uitgangsuniform":Blauwe jeansbroek, witte polo van het team. Toegestane afwijkingen: zwarte jas van het team over polo, zwart/wit/rood/donkerblauw T-shirt of longsleeve onder polo.
- wedstrijduniform (thuis): witte sokken (met of zonder zwarte lijn), grijze broek, wit ondershirt met zwarte mouwen, zwart hemd, zwarte pet, zwarte riem. Toegestane afwijkingen: ondershirt met donkerblauwe/witte mouwen, in plaats van een ondershirt een wit T-shirt, zwarte jas van het team over uniform (regen).
- wedstrijduniform (uit): witte sokken, witte pin-stripebroek, wit ondershirt met zwarte mouwen, wit pin-stripehemd zonder mouwen, zwarte pet.
- hitte-uniform: wegens klachten van spelers werd besloten een thuisuniform in te voeren dat bij grote hitte kon gedragen worden (want zwart is dan vanzelfsprekend niet aangenaam). Dit werd een variant op het uit-uniform: witte pin-stripebroek, wit pin-stripehemd zonder mouwen, groene sokken, wit ondershirt met groene mouwen en een groene pet.

### Softball
Geen strikte instructies gegeven. Uniform omvat onder andere wit ondershirt met roze mouwen, een hemd wordt niet gedragen, opschriften staan op het ondershirt.

### Jeugdjaren
Geen strikte instructies gegeven. Uniform wordt nog ontworpen.